# Carpe diem

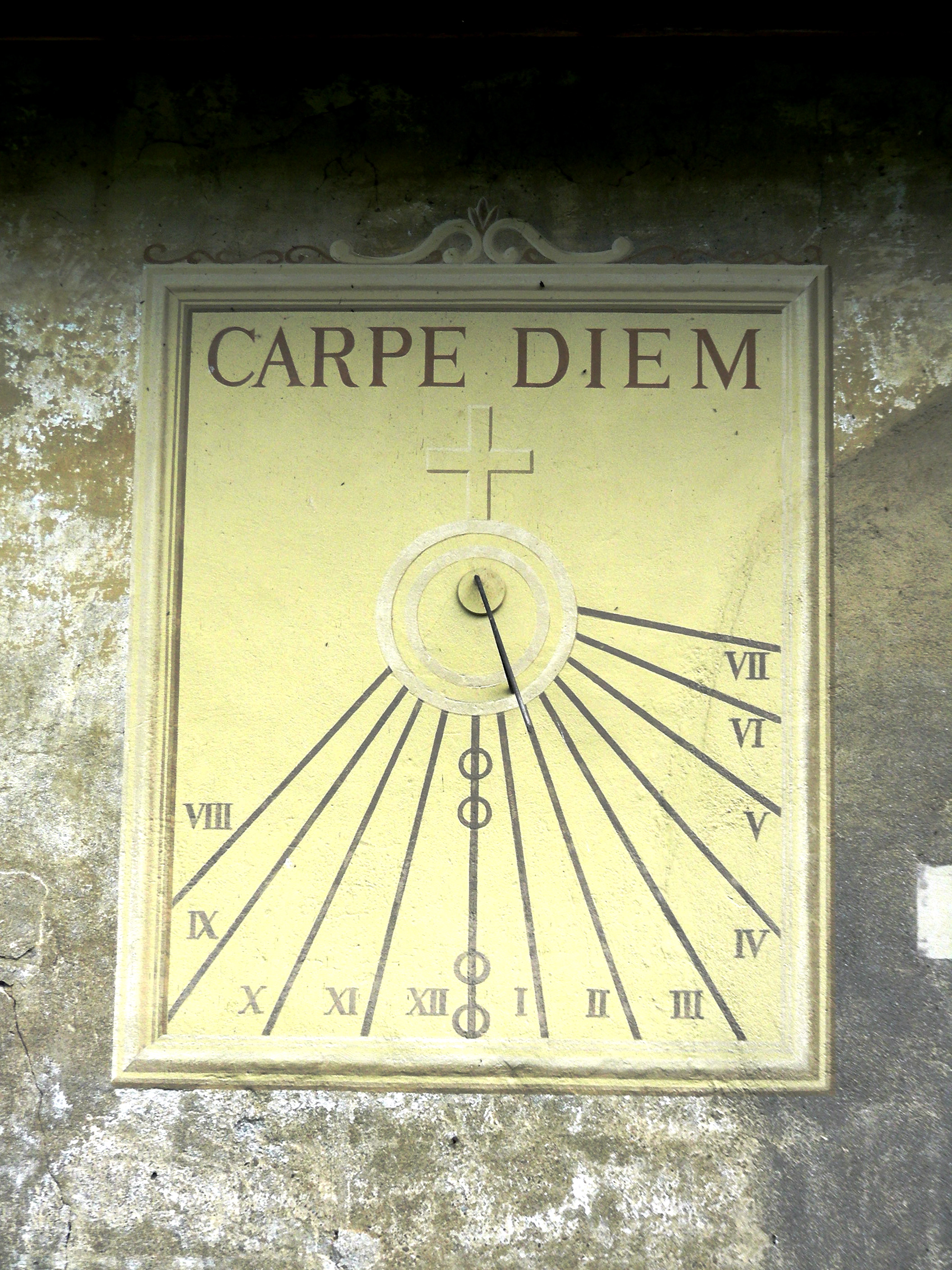
Carpe diem, num relógio de sol francês.

Carpe diem é parte da frase latina carpe diem quam minimum credula postero (literalmente: 'aproveita o dia e confia o mínimo possível no amanhã'), extraída de uma das Odes, de Horácio (65 a.C. - 8 a.C.), e tem numerosas traduções possíveis: "colhe o dia" (tradução literal),  "desfruta o presente", "vive este dia", "aproveita o dia" ou "aproveita o momento". O poeta latino exorta sua interlocutora, Leucônoe, a desfrutar do prazer que a vida oferece, a cada momento. No contexto da decadência do Império Romano, a frase resumia o ideal horaciano, de origem estoico-epicurista, de aproveitar o que há  de bom em cada instante, já que o futuro é incerto. Entretanto a frase é frequentemente repetida, com um sentido (inexato) de convite ao viver alegre e despreocupado.

## Origem
A frase é extraída de  Odes I, 11.8,  de  Horácio. As Odes (em latim: Carmina), 103 poemas reunidos em quatro livros, foram dedicadas ao protetor do poeta, Mecenas. Os três primeiros livros foram publicados em 23 a.C., e o quarto, depois de 15 a.C..
Na ode 11 (8 versos) do livro I, o poeta dirige-se a Leucônoe (a menina "dos pensamentos ingênuos"), enquanto ela se ocupa de cálculos astrológicos ("os números babilônicos") para saber se eles viverão muito tempo. O conselho dado pelo poeta é não se preocupar se viverão muito ou pouco mas beber e aproveitar o presente, pois o futuro é incerto : carpe diem.
| Latim | Português |
| --- | --- |
| Tu ne quaesieris, scire nefas, quem mihi, quem tibi finem di dederint, Leuconoe, nec Babylonios temptaris numeros. ut melius, quidquid erit, pati. seu pluris hiemes seu tribuit Iuppiter ultimam, quae nunc oppositis debilitat pumicibus mare Tyrrhenum: sapias, vina liques et spatio brevi spem longam reseces. dum loquimur, fugerit invida aetas: carpe diem quam minimum credula postero. | Tu não questiones — é crime saber — o fim que para mim, que para ti os deuses terão dado, ó Leucônoe, nem mesmo consultes os números babilônicos. Quão melhor, o que quer que será, ser suportado! Quer Júpiter te haja concedido muitos invernos, quer seja o último o que agora quebra as tirrenas ondas contra as pedras, sejas sábia, diluas os vinhos e, por ser breve a vida, limites a longa esperança. Enquanto falamos, foge invejoso o tempo: aproveita o dia, minimamente crédula no amanhã. |